# Untouched (Angel)
Untouched conocido en América Latina como Intocable y en España como Intacto. Es el cuarto episodio de la segunda temporada de la serie de televisión estadounidense Ángel. Escrito por Mere Smith y dirigido por Joss Whedon. El episodio se estrenó originalmente el 17 de octubre del año 2000 por la WB Network. En este episodio una visión de Cordelia guía a Ángel hasta Bethany Chauk una adolescente fugitiva que tiene poderes telequineticos y que está siendo asechada por Wolfram&Hart.

## Argumento
En el Hyerion, Ángel se despierta encontrando a Cordelia y a Wesley pelando por los servicios de Gunn. Cordelia cree que Gunn se merece una paga por sus servicios y ayuda pero Wesley cree que el chico podría rechazar el dinero por ser algo orgulloso. Cordelia tiene una visión de una chica que está a punto de ser violada por unos bandidos. Una vez que escucha la dirección Ángel va al lugar y se marcha. Cordelia entonces le advierte a Wesley que llegará "demasiado tarde". En un callejón la chica acaba de ser acorralada por los violadores hasta que telequinéticamente empuja un contenedor de basura que aplasta a las hombres.
En la escena del crimen Ángel rastrea a la chica por su herida sangrante y la encuentra en un edificio abandonado. La chica aun asustada accidentalmente empala a Ángel con fierro, el vampiro le muestra que puede recuperarse y le ofrece una tarjeta con la dirección del Hyperion en caso de quiera refugiarse en el hotel. La chica llega a la casa de su amiga en Los Ángeles donde se está refugiando, quien resulta ser nada más que Lilah Morgan.
Ángel con ayuda de Gunn investiga un poco sobre los hombres que querían lastimar a la chica. Mientras tanto la chica, cuyo nombre es Bethany, duerme intranquila en el departamento de Lilah hasta que involuntariamente con sus poderes lastima a su amiga. Desesperada Bethany corre hasta el Hyperion donde trata de refugiarse en busca de deshacerse de su poder a pesar de que Ángel trata de ayudarla más bien a controlarlo.
Gracias a sus investigaciones Wesley establece que Bethany no controla sus poderes por su inestabilidad emocional por causa de los abusos que sufrió de niña por parte de su propio padre. Cuya sola mención verbal incomoda a Bethany hasta el punto en que casi mata a Angel con sus poderes. Esa misma noche el vampiro sueña nuevamente con Darla, específicamente la última noche que pasó junto a ella antes de que matara a la gitana. Su sueño es interrumpido por la venida de Bethany que trata de ofrecerse en cuerpo al vampiro, pues se considera solo un objeto que debe usarse.
Al día siguiente Gunn y Wesley investigan a los violadores y descubren que alguien les pagó para que atacaran a Bethany. Mientras hacen la investigación Ángel le ofrece a Gunn pagar por sus servicios, algo que le agrada al mismo.
Cordelia sale de compras con Bethany para advertirle de no seducir a Ángel sin mencionarle las verdaderas motivaciones por las cuales el vampiro no puede tener relaciones sexuales. De repente ambas chicas son atacadas por los hombres de W&H quienes tratan de secuestrar a Bethany pero por intervención de Ángel no consiguen su cometido. Al regresar al hotel Ángel trata de advertirle a Bethany que Lilah fue la que ordenó los ataques para desatar sus poderes. La chica rehúsa creerlo y Ángel trae al hotel al Sr. Chauk lo que provoca que Bethany libera una tensión de telequinesis.
Ángel admite que trajo al Sr. Chauk para ayudar a Bethany a controlar sus poderes de una vez por todas. Cosa que Bethany logra al lanzar a su padre por la ventana del hotel pero lo salva de morir. En el apartamento de Lilah, Bethany empaca sus cosas y se enfrenta tranquilamente a Lilah avisándole que va a dejar la ciudad. Afuera del apartamento aparece un Ángel satisfecho de hacer pasar a Lilah un mal rato, mientras la abogada le desea dulces sueños en referencia a los planes ejecutados por la resucitada Darla.

## Elenco
- David Boreanaz como Ángel.
- Charisma Carpenter como Cordelia Chase.
- Alexis Denisof como Wesley Wyndam Pryce.
- J. Agust Richards como Charles Gunn.

## Producción
Stuart Blatt comentó que en la escena donde Bethany rompe las ventanas del hotel fue hecha en su totalidad de forma digital. El estudio produjo una réplica del hotel y se realizaron tomas de su exterior mientras se filmó separadamente una ventana explotando. El diseñador tomo la escena y la multiplico en el esto de las ventanas intactas. "Gracias a la magia de los medios digitales. Blatt dice [hemos] creado una pared del hotel explotando."

## Continuidad
- Cordelia menciona brevemente que ella también se empaló con un fierro, haciendo referencia al episodio Lovers Walk de Buffy.
- En este episodio Gunn se pasa como asociado de Investigaciones Angel y es introducida su hacha, construida por algún miembro de su pandilla.